# 名誉総監
名誉総監(めいよそうかん)とは、主に総監と称する官職を退いた人物に贈られる栄誉職または称号。栄誉称号の一種。主にフランスの官職の日本語訳として表記されることが多い。
職名呼称の類似したものとして、名誉医監、名誉教監がある（ともに本項で解説）。
詳細は以下の項を参照。

## 名誉総監

### 公共教育視学名誉総監
フランスでは公共教育視学総監として教育政策に尽力した人物を当該名誉総監として任命している。代表的な人としては、20世紀フランスの教育家　ジャン・ゲエノーがいる。ゲエノーは1919年～44年まで高等学校の教師を務めた後、45年から公共教育視学総監となり、61年より名誉総監を務めている。ただし、ゲエノーの官職たる公共教育視学総監はフランス語の日本語訳であり、翻訳の仕方により漢字表記に差異が生じる場合もある。特にゲエノーの名誉総監の地位については国民教育名誉総監と表記される例もある。

### フランス美術館博物館局名誉総監
フランス美術館-博物館局名誉総監を務めた人物として、ロシア生まれのフランス人研究者で日本研究家としても著名なバディム・エリセ－エフがいる。

### 農業監察名誉総監
近代日本の農業政策について著した『明治農書全集8』には、フランス農業監察名誉総監ギスターブ・ウーゼーなる人物が中国における豚の飼育の歴史について意見を表していることが記述されている。

## 名誉医監

### 陸軍における名誉軍医監
明治時代から昭和初期にかけての細菌学者 野口英世はエクアドル出張時に同国の名誉軍医監、陸軍大佐の辞令を受けている。

### 独立行政法人における名誉医監
日本の独立行政法人労働者健康安全機構では医監を務めた人物の栄誉職・称号として名誉医監が置かれることがある。北里大学名誉教授の髙田勗が生前、その地位に就いていたのはその一例である。 

## 名誉教監

### 華道における名誉教監
華道の指導者の地位呼称の上位にあるものの一つに、名誉教監がある。総監に準ずる。一例として、池坊華道会の渡辺華了がその地位にあったことが挙げられる。

### 文献資料
- 日外アソシエーツ編集部編『20世紀西洋人名事典　1　ア～ノ』（日外アソシエーツ、1995年） ISBN 4816912711
- 日外アソシエーツ編『号・別名辞典：近代-現代』（日外アソシエーツ、1994年） ISBN 4816912592
- ロマン・ロラン著『ロマン・ロラン全集 41　書簡 9』（みすず書房、1982年） ISBN 4622007614
- 農商務省農務局, 神津邦太郎著『明治農書全集8 畜産: 牛馬蕃殖飼養法要略他, 第 8 巻』（農産漁村文化協会、1985年）
- 星亮一著『野口英世　波乱の生涯』（三修社、2008年） ISBN 4384041594
- 美術出版社編『美術手帖 第830号』（美術出版社、2003年）

### 報道資料
- 『毎日新聞』2002年2月3日東京朝刊

### インターネット資料
- 独立行政法人労働者健康安全機構ウェブサイト収録、相澤好治ほか編『産業保健第85号 (PDF) 』（独立行政法人労働者健康安全機構、2016年）